# Consoante glotal
Uma consoante glotal ou simplesmente uma glotal é uma consoante com o ponto de articulação na glote em sua pronúncia, seja por um estreitamento, seja por uma oclusão, como a glotal na língua árabe, a qual tem a maior parte das palavras compostas pela sequência C-C-C, ou seja, três consoantes das quais as glotais /h/ e /ʔ/ podem ocupar quaisquer posições.

Representação anatômica dos diferentes pontos de articulação. A glotal está representada pelo numeral 8.

As consoantes glotais são divididas em quatro distintos modos de articulação: o fonema [ʔ] é uma oclusiva, sendo a única glotal presente no português brasileiro; o [ʔh] é uma africada não-sibilante; o [h] e [ɦ] são ficativas não-sibilantes, sendo o primeiro desvozeado e o segundo vozeado; e o [ʔ̞] é uma aproximante.
| PontoModo               | Glotal |
| ----------------------- | ------ |
| Oclusiva                | ʔ      |
| Africada não-sibilante  | ʔh     |
| Fricativa não-sibilante | h ɦ    |
| Aproximante             | ʔ̞      |

## Características
- É definida como o espaço entre as vogais (intervocálico).[3]
- O som é articulado no início da laringe, imediatamente após a glote. Ajustado pela cartilagem aritenoide, abaixo da epiglote.[3]
- Possui quatro distintas formas de vozeamento: vozeada, sibilante, não-sibilante e desvozeada.[3]

Características apresentadas na tabela exemplar a seguir:
| IPA | Descrição                     | Exemplo               | Exemplo    | Exemplo   | Exemplo              |
| IPA | Descrição                     | Língua                | Ortografia | IPA       | Significado          |
| --- | ----------------------------- | --------------------- | ---------- | --------- | -------------------- |
| ʔ   | oclusiva glotal               | Português do Brasil   | Hã-hã      | [ɐ̃.'ʔɐ̃]   | Expressão de negação |
| ʔh  | africada glotal desvozeada    | Chinês (dialeto yuxi) | 可         | [ʔ͡ho˥˧]   | Posso/poderia        |
| h   | fricativa faringal desvozeada | Inglês                | hat        | [ˈhæt]    | Chapéu               |
| ɦ   | fricativa faringal vozeada    | Tcheco                | Praha      | [ˈpra.ɦa] | Praga                |